# جوني جيمس (لاعب كرة قاعدة)
جوني جيمس (بالإنجليزية: Johnny James)‏ هو لاعب كرة قاعدة أمريكي، ولد في 23 يوليو 1933 في بونيرس فيري في الولايات المتحدة.

## وصلات خارجية
- جوني جيمس على موقعبيزبول رفرنس.كوم (الدوري الرئيسي) (الإنجليزية)